# Vest (Gerichtsbezirk)
Der Begriff Vest bezeichnete im Mittelalter ein Gericht (Gogericht) mit dem dazugehörigen Gerichtsbezirk. Von seinem Ursprung her bedeutet das Wort vest oder fest so viel wie „rechtmäßig“ oder „gesetzlich“.
Beispiele für Veste sind
- Vest Bornefeld
- Vest Gummersbach
- Vest Limburg
- Vest Lüdenscheid
- Vest Lützinghausen
- Vest Recklinghausen

Von diesen ist nur noch Letzteres im Sprachgebrauch erhalten geblieben, obwohl es 1816 durch den geographisch etwas anders abgegrenzten Kreis Recklinghausen ersetzt wurde.